# Air Link
Air Link är ett flygbolag baserat i Dubbo, New South Wales, Australien. Huvudflygplats är Dubbo Airport. Fram till och med 20 december 2008 flög bolaget både charterflyg och linjeflyg, men upphörde då med linjeflyget .

## Historik
Bolaget bildades och började sina flygningar 1971 och är sedan den 30 november 2005 helägt av Regional Express Holdings. 

## Flotta
I januari 2009 bestod flottan av:
- 2 Beechcraft 1900D Airliner
- 3 Cessna 310R
- 5 Piper PA-31-350 Chieftain
- 1 Piper PA-39 Twin Comanche